# Crossoloricaria variegata
Crossoloricaria variegata är en fiskart som först beskrevs av Steindachner, 1879.  Crossoloricaria variegata ingår i släktet Crossoloricaria och familjen Loricariidae. Inga underarter finns listade i Catalogue of Life.